# 豐田Corolla Cross
豐田Corolla Cross（Toyota Karōra Kurosu）是日本汽車製造商豐田在2020年推出的紧凑型跨界SUV，屬於Corolla車系，定位比同社的C-HR具更大空間與實用性，並與12代Corolla採相同的TNGA-C平台打造。就尺寸而言，Corolla Cross在豐田跨界SUV的產品線中，車體介於較小的C-HR與較大的RAV4之間。 
該車於2020年7月在泰國首次亮相，同年在其他東南亞市場和台灣推出，後自2021年起成為豐田的全球佈局車款。

Corolla Cross的双生车型豐田鋒蘭達仅在中国发售，在當地生產並于2021年底推出。

## 概述
Corolla Cross是豐田繼2016年推出較小型的C-HR之後，第二款以GA-C平台打造的跨界車。該車與C-HR擁有相同的2,640 mm軸距，但佔地面積較大，以車內空間和實用性為優先考量。在前輪驅動車款上，它配備了麥花臣前懸吊和扭力梁後懸吊，而非一般Corolla和C-HR上使用的獨立後懸吊，以節省車內空間和降低成本，而全輪驅動車型則仍配備後獨立懸吊。開發工作由總工程師Daizo Kameyama領導。
內裝與一般的Corolla相同，只有稍微重新設計。如果配備爆胎修復套件，聲稱可提供487公升的行李箱空間；如果配備臨時備胎，則可提供440公升的行李箱空間。截至2023年12月，Corolla Cross在日本、泰國、台灣、巴西、美國、馬來西亞、中國、南非和巴基斯坦生產。

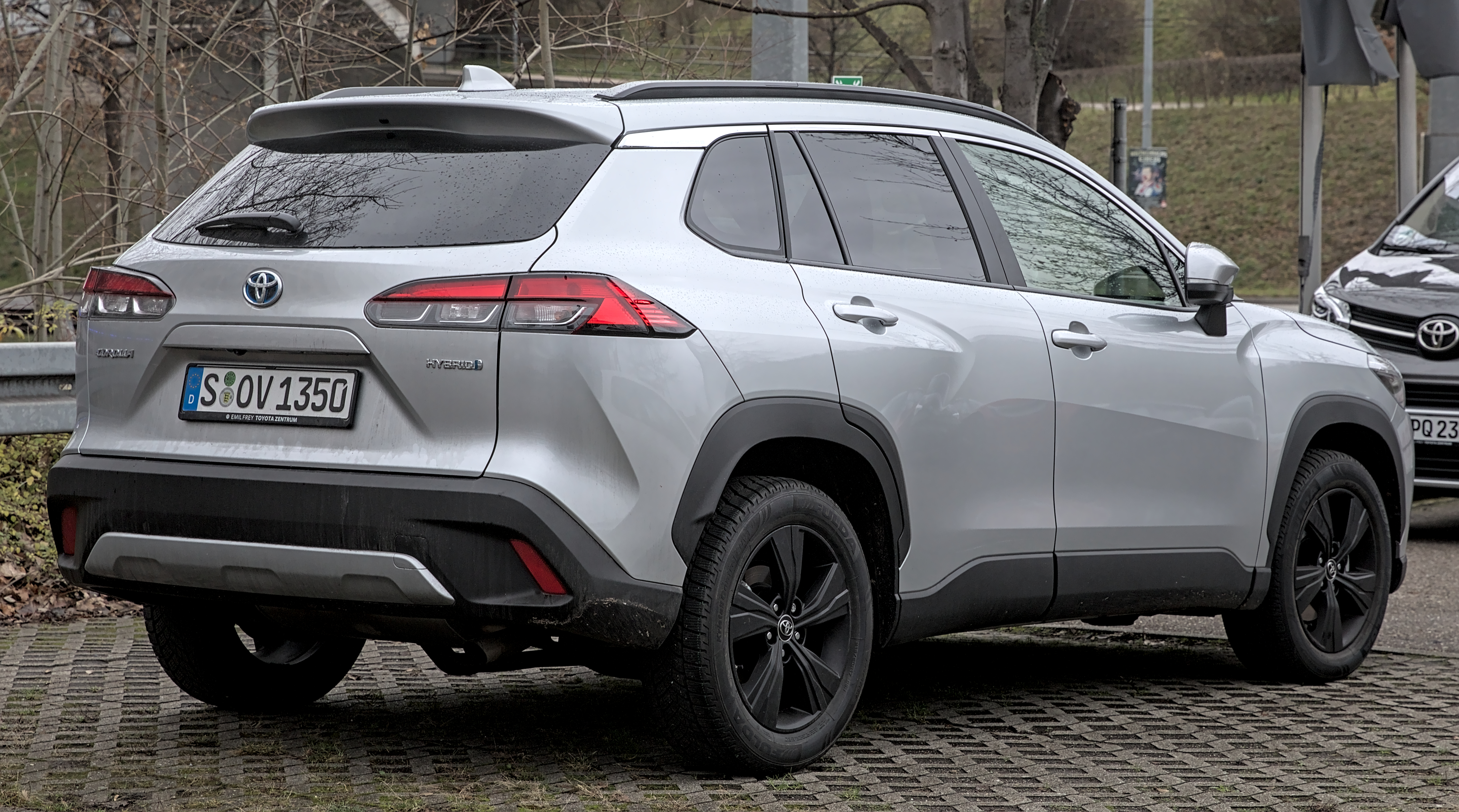
車尾
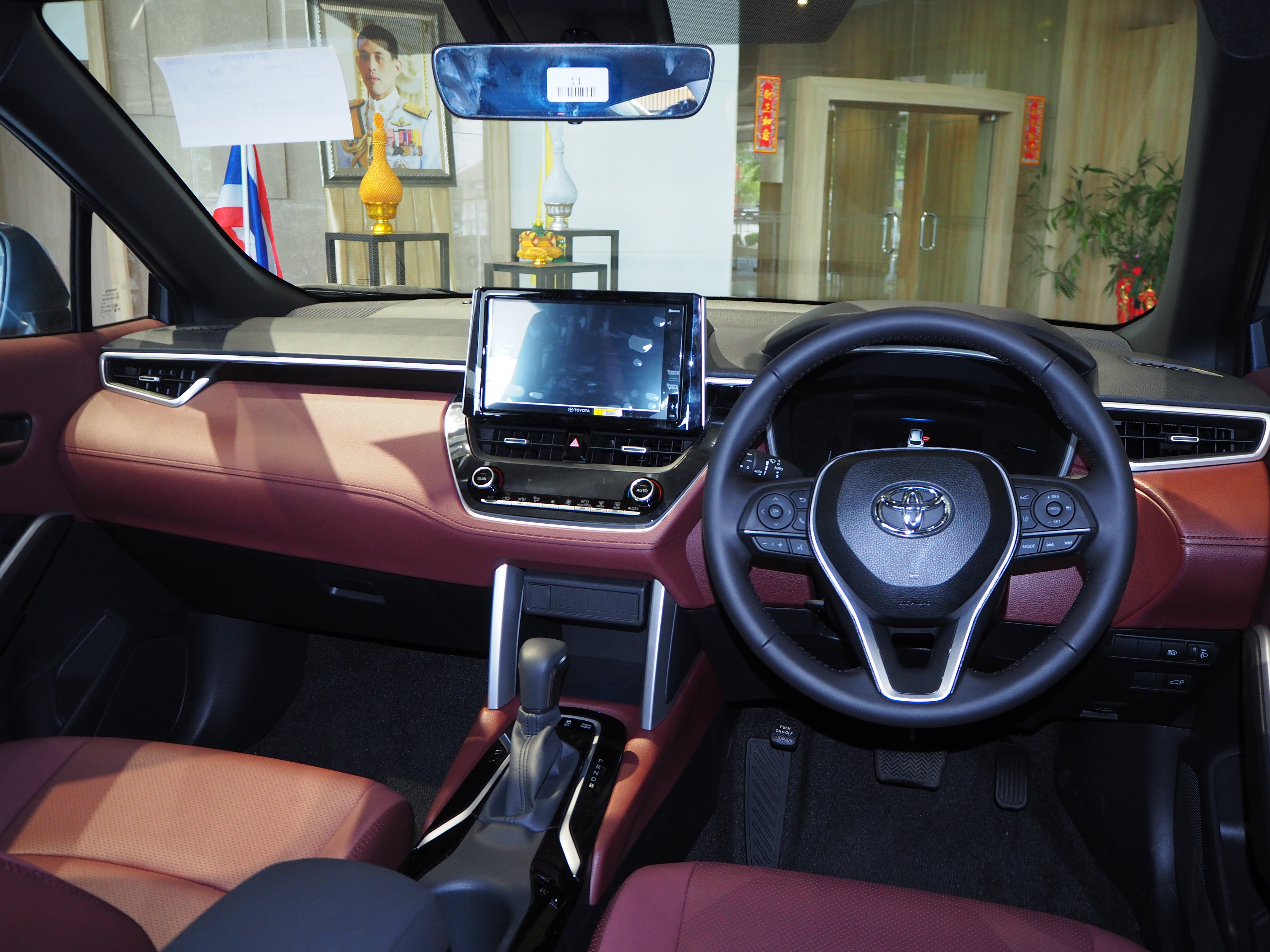
內裝

## 市場

### 亞洲

#### 日本
日本市場的Corolla Cross於2021年9月14日正式發表，其車頭造型與全球車型有所差異（後來與中國市場的Frontlander以及北美市場的Corolla Cross Hybrid S/SE/XSE共用），頭燈與尾燈燈組（後來與歐洲車型共用），以及專屬的Corolla 「C」車頭標誌。可選擇的飾邊等級有「X」、G、S和Z，並提供1.8公升「2ZR-FAE」汽油引擎或1.8公升「2ZR-FXE」混合動力汽油引擎。後者可選配「E-Four」全輪驅動系統。E-Four車型標準配備獨立多連桿後懸吊系統，高階車型則配備全景式車頂。

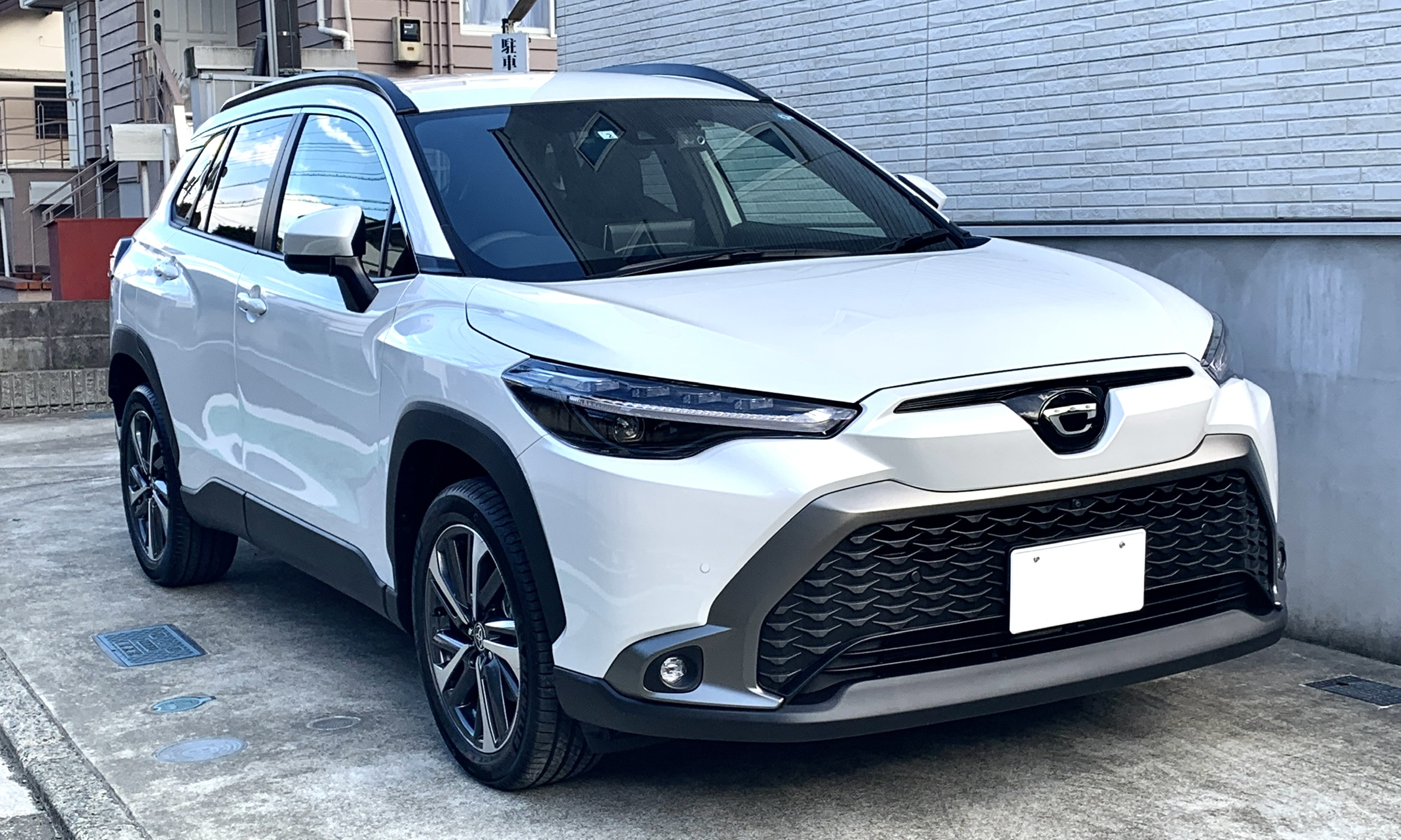
2022 Corolla Cross Z（日本ZSG10）
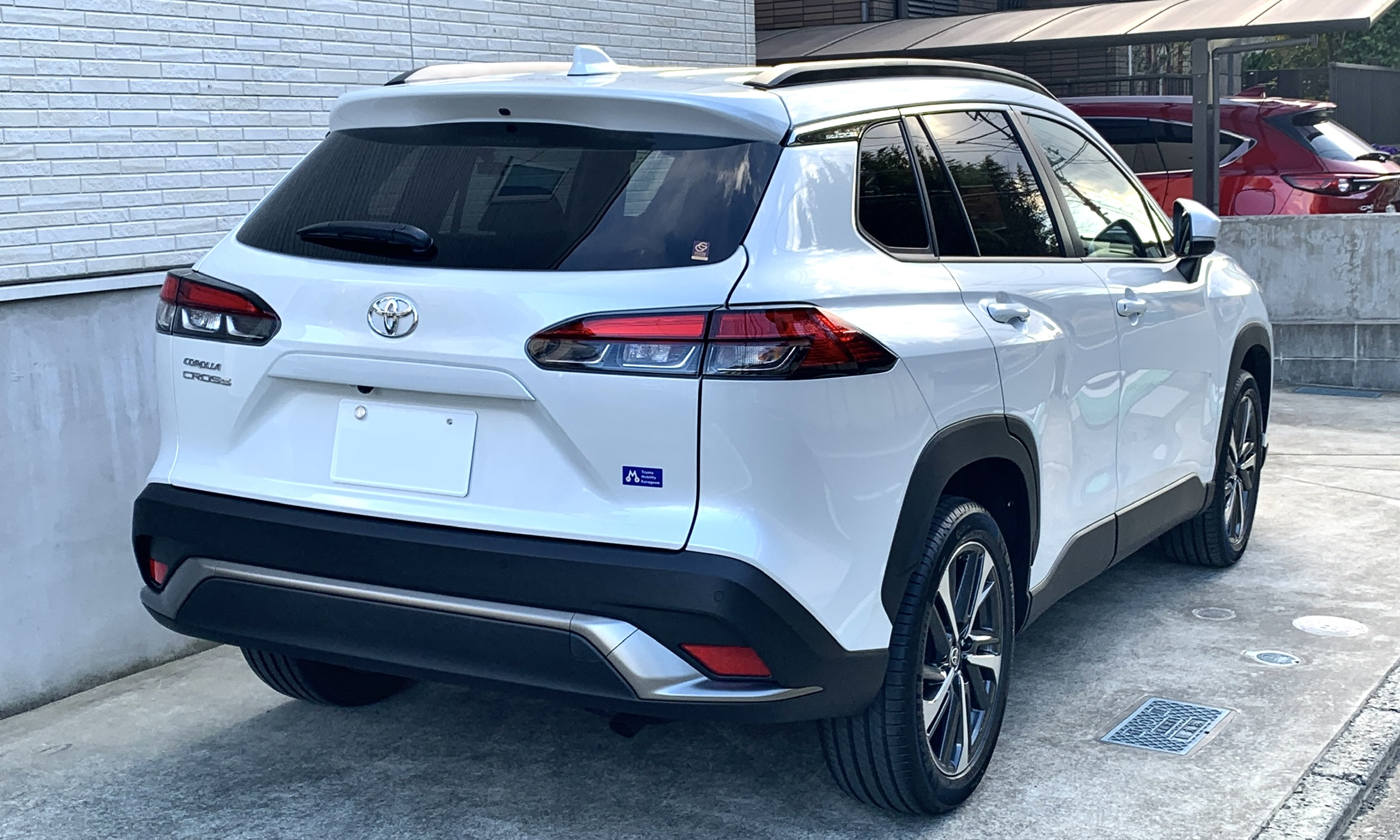
2022 Corolla Cross Z（日本ZSG10）

#### 泰國
泰國市場的Corolla Cross於2020年7月9日上市。最初提供1.8 Sport、Hybrid Smart、Hybrid Premium及Hybrid Premium Safety四種車款。Hybrid Premium Safety車型配備Toyota Safety Sense。 2021年9月，Corolla Cross在泰國現有車型的基礎上，新增Modellista配件包。
GR Sport三門版於2021年11月推出，並重新設計了前飾板。 
小改款Corolla Cross於2024年2月8日亮相。

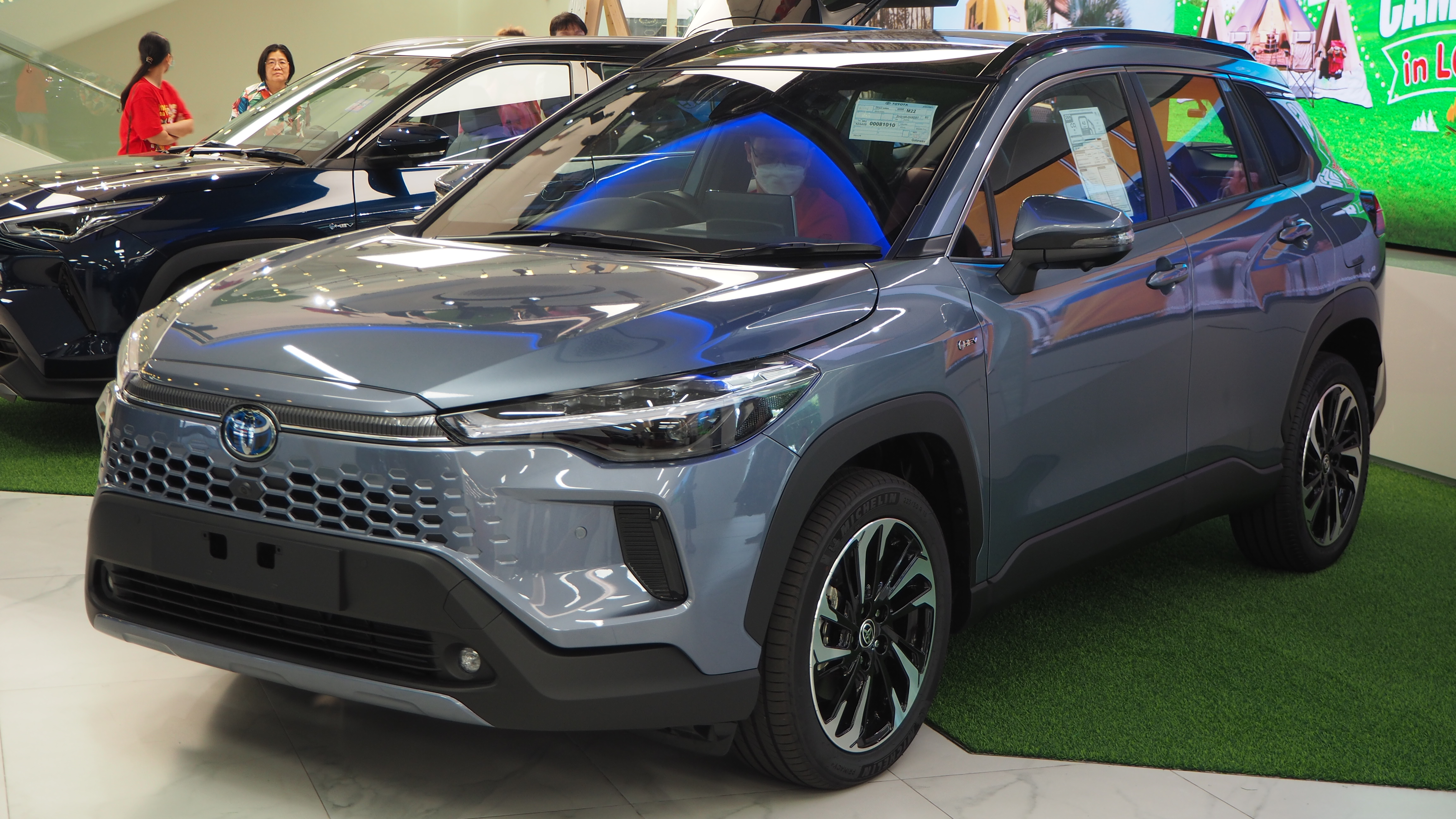
2024 Corolla Cross HEV Premium Luxury（泰國小改款）
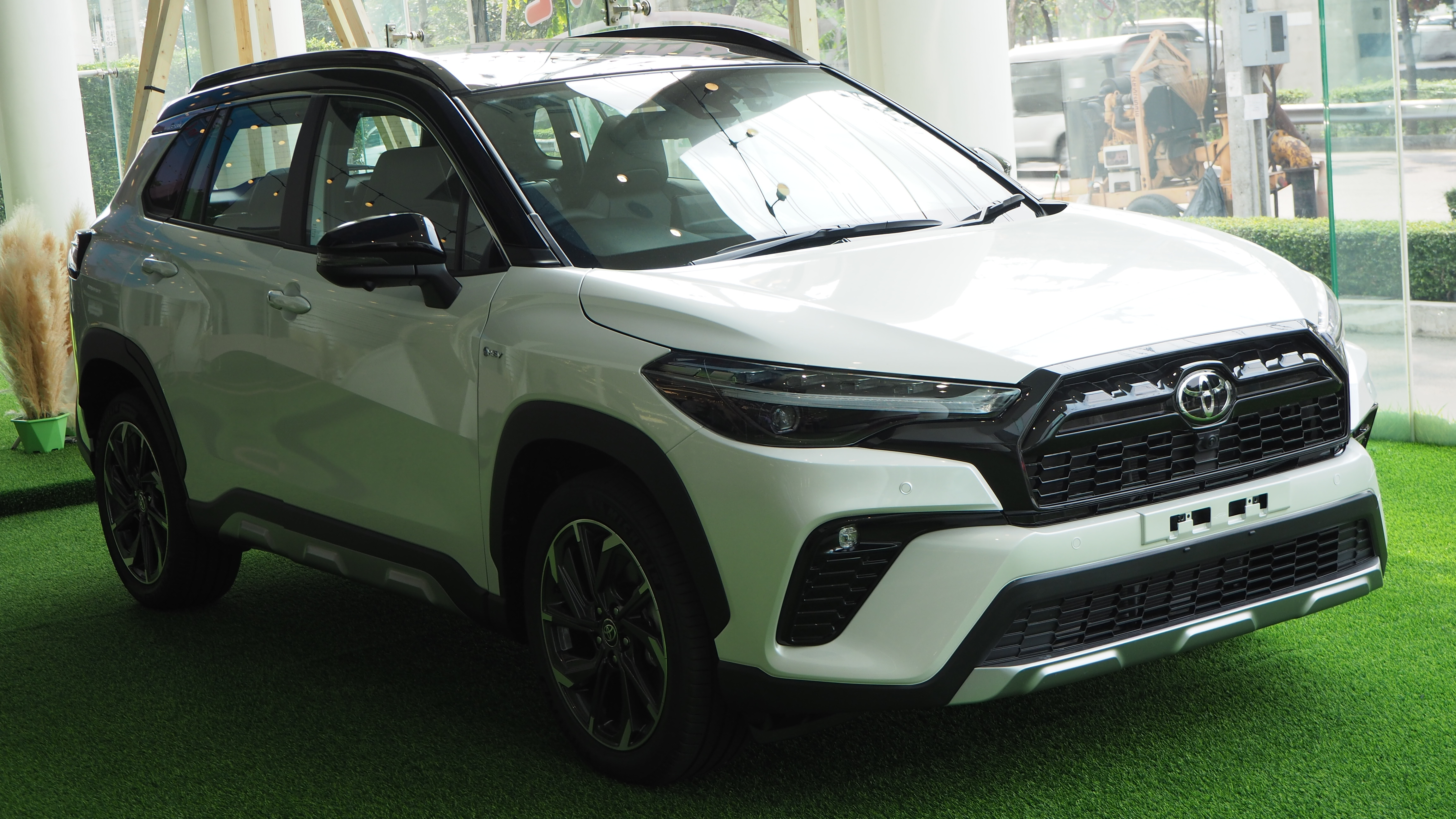
2024 Corolla Cross HEV GR Sport（泰國小改款）

#### 印尼
印尼市場的Corolla Cross於2020年8月6日上市，提供汽油與混合動力兩種車款。由於銷售量低，傳統汽油車型自2021年8月起停止銷售。混合動力GR Sport車型於2023年2月16日推出。

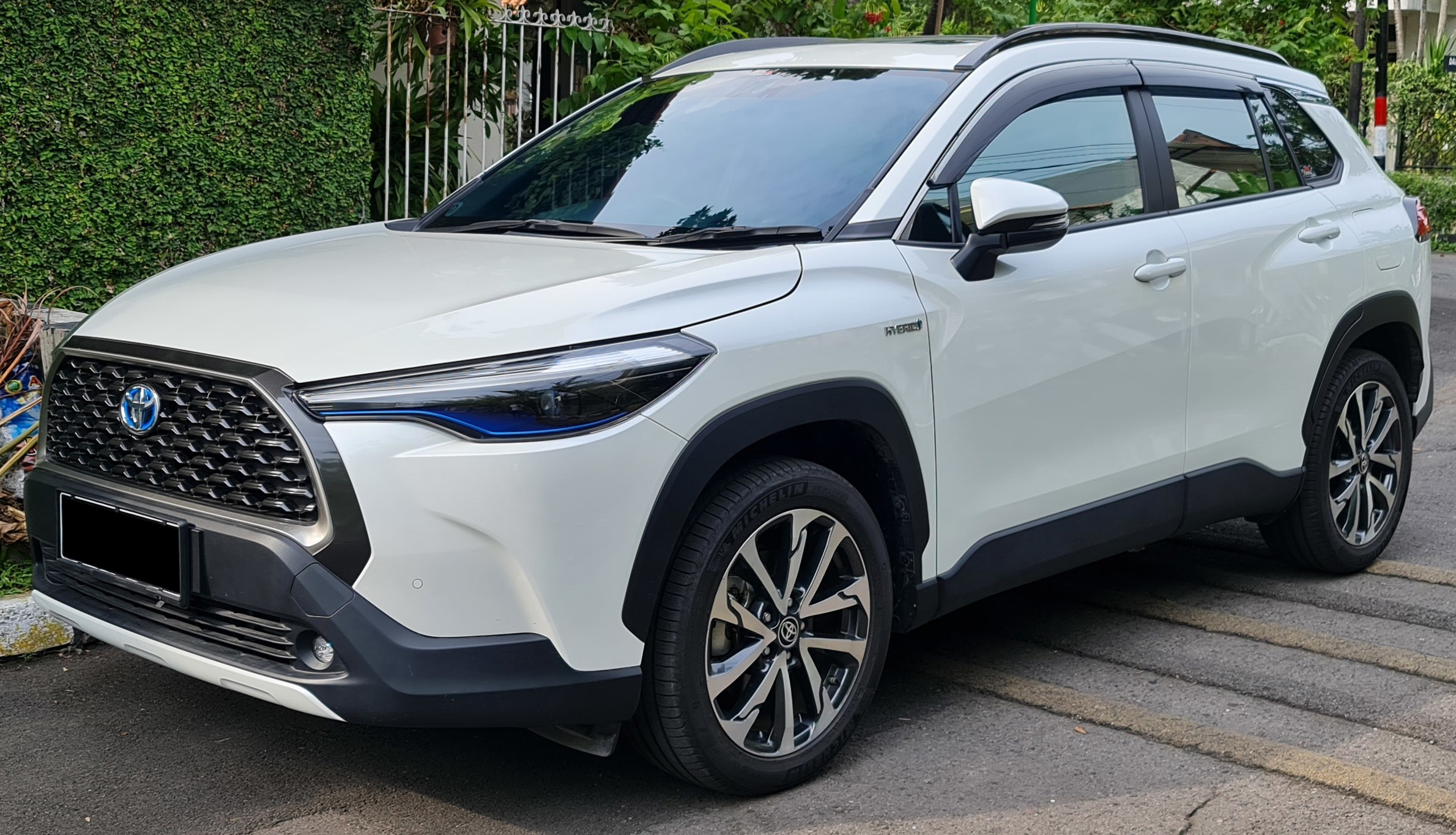
2020 Corolla Cross 1.8 Hybrid（印尼）
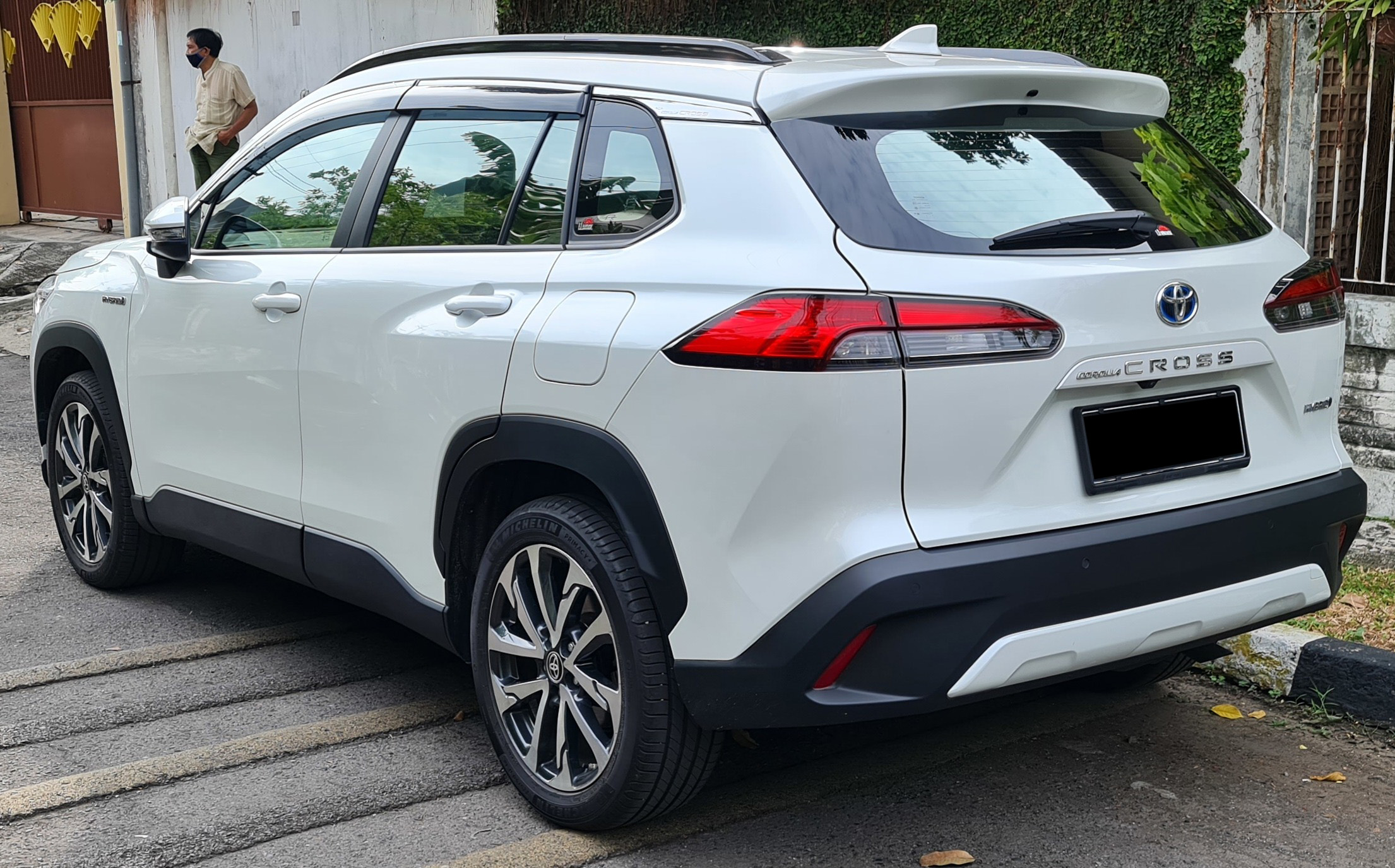
2020 Corolla Cross 1.8 Hybrid（印尼）

#### 台灣
台灣市場的Corolla Cross於2020年10月12日上市。提供1.8豪華、1.8尊爵及1.8 Hybrid等車款，所有車款皆配備Toyota Safety Sense。GR Sport車型於2021年9月14日上市。
小改款Corolla Cross於2024年10月1日上市，款式有1.8汽油、1.8 HEV及1.8 GR Sport。

Corolla Cross Hybrid GR Sport（台灣）
Corolla Cross Hybrid GR Sport（台灣）

#### 馬來西亞
馬來西亞的Corolla Cross於2021年3月25日上市。1.8 G和1.8 V兩種等級均配備1.8升2ZR-FE引擎和無段變速箱。 早期的V等級是從泰國進口的，而本地組裝車型於2021年10月與混合動力車型一起上市銷售。混合動力版本將於2022 年1月14日推出。
小改款的Corolla Cross於2024年12月4日推出，有三種型號：1.8 V、1.8 HEV和1.8 HEV GR Sport。

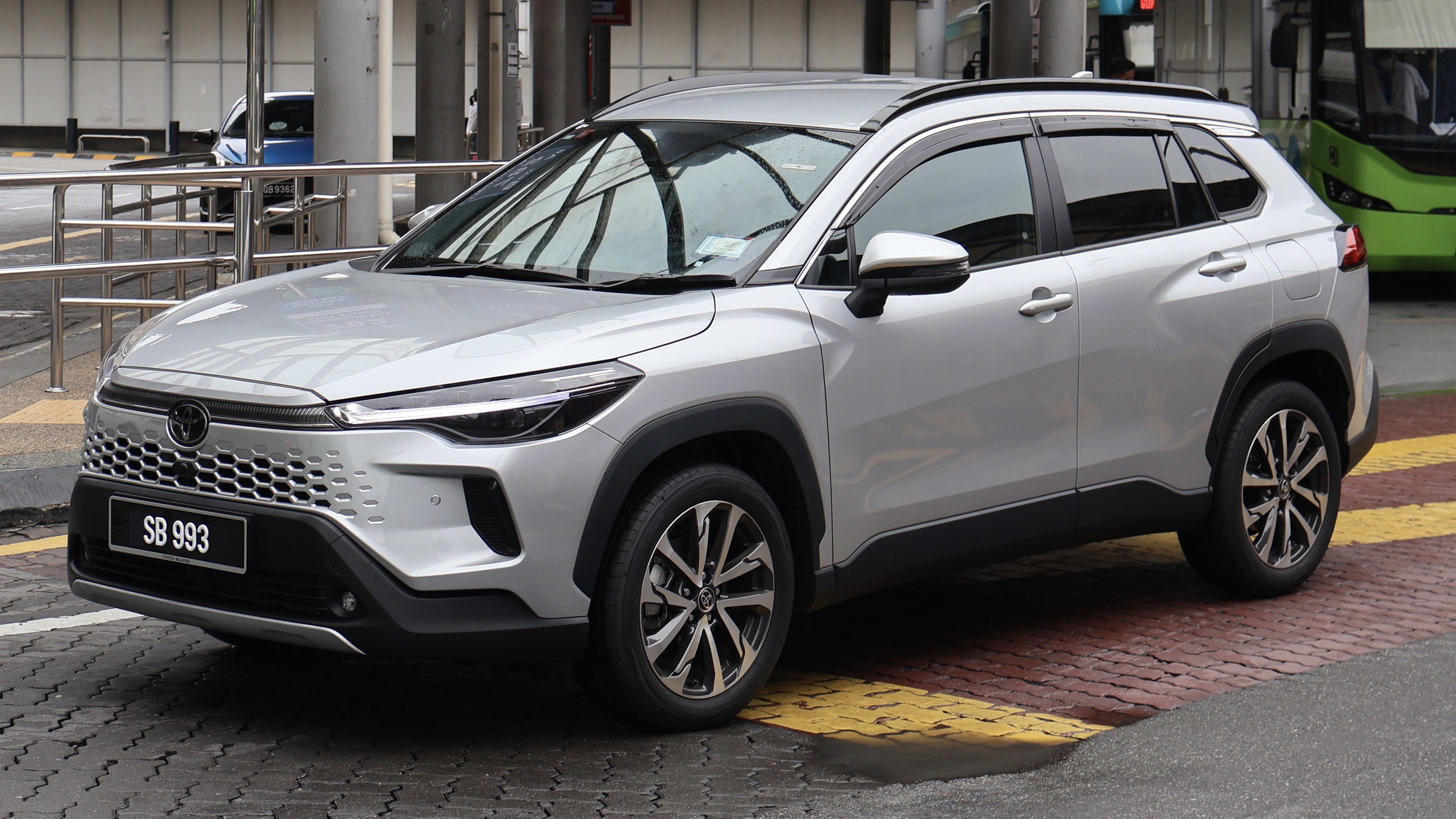
Corolla Cross（馬來西亞小改款）

#### 中國
中國市場的Corolla Cross由一汽丰田生產銷售。其雙生車款由广汽丰田生產，並以锋兰达的名稱銷售。Corolla Cross和锋兰达皆於2021年11月的广州车展上亮相。锋兰达採用了日本車型的前後造型和2.0升M20C-FKS引擎，而Corolla Cross則搭載M20E-FKS引擎。其定位為入門級SUV，與C-HR/IZOA相比價格較低。

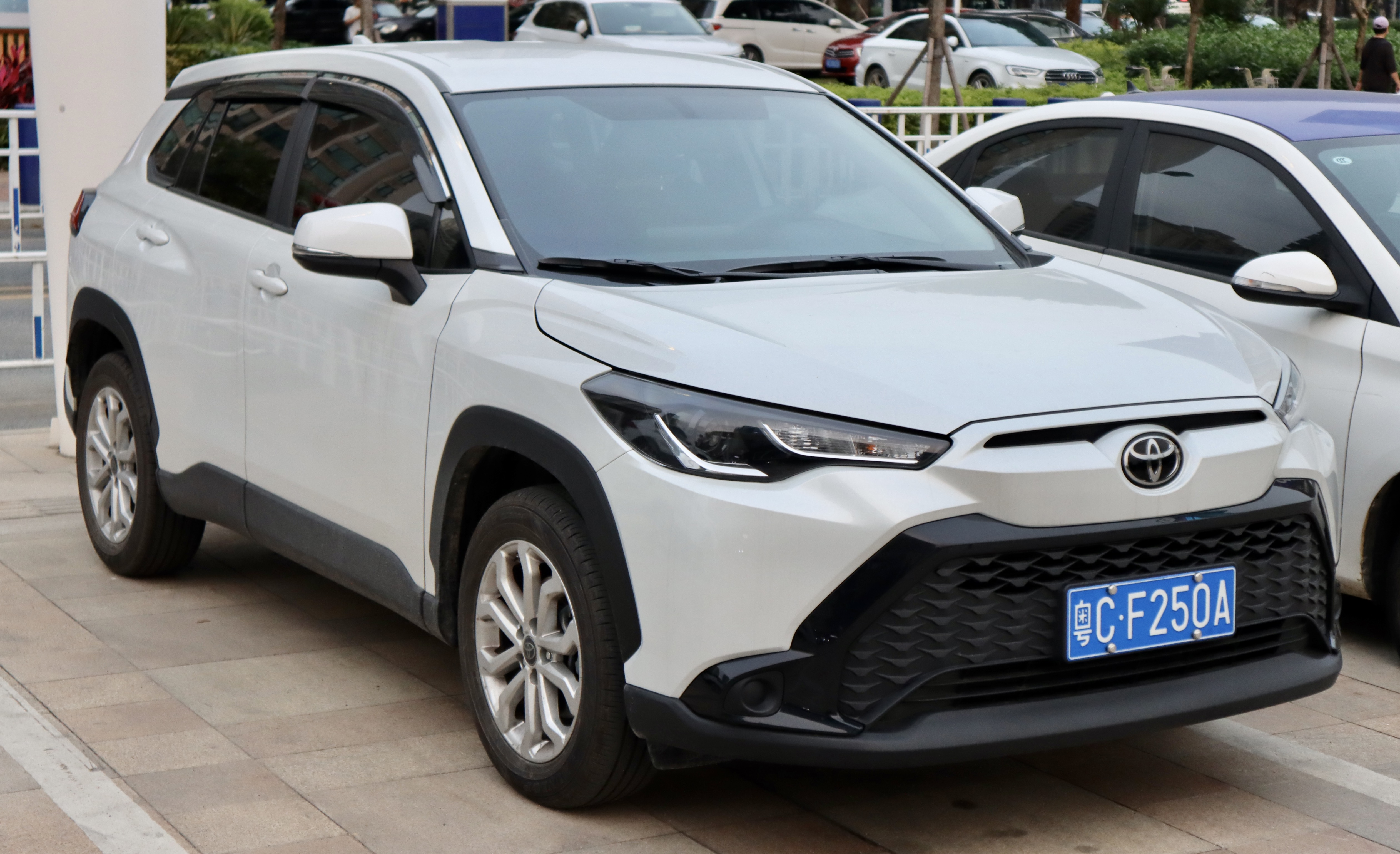
豐田锋兰达（中國）
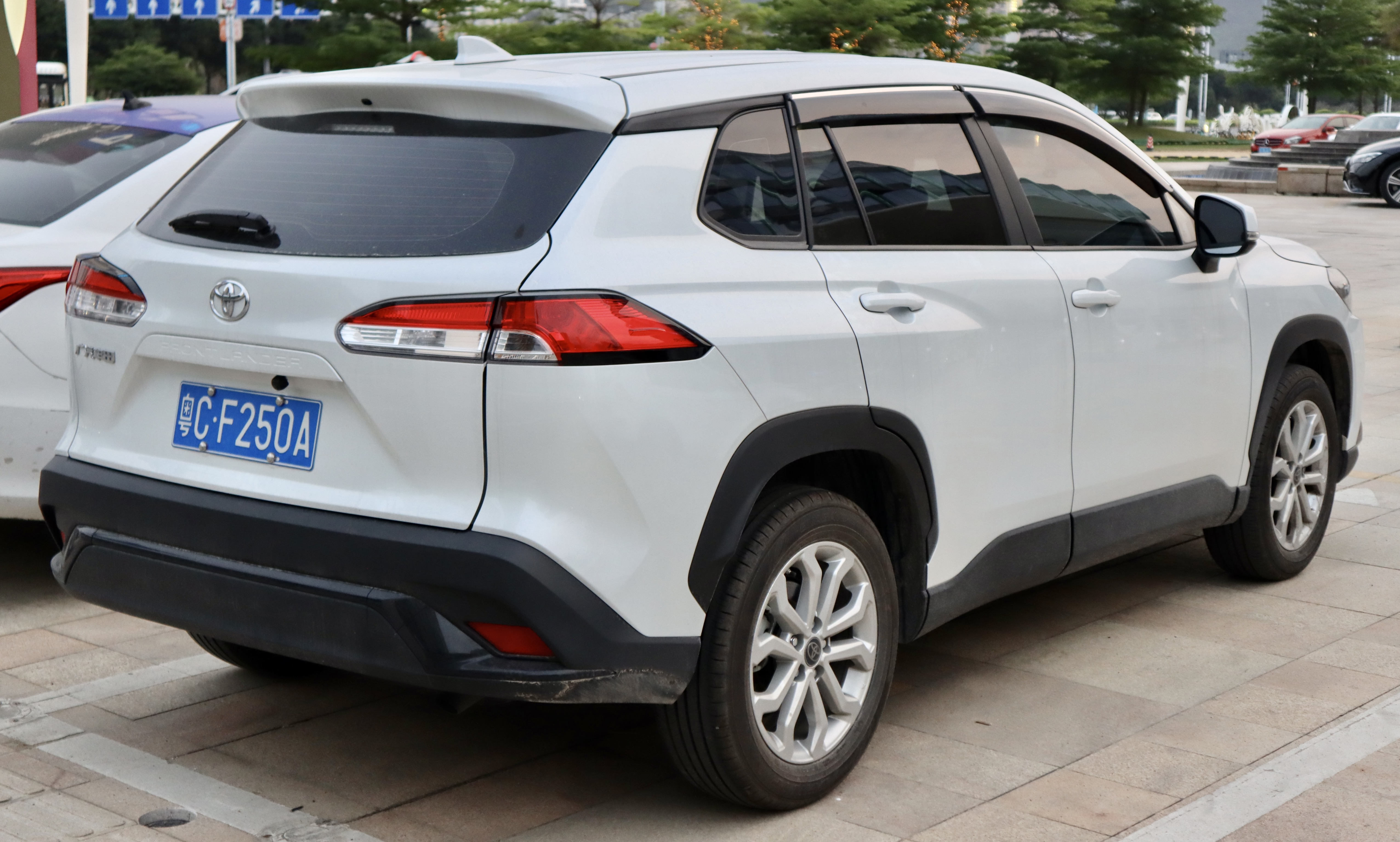
豐田锋兰达（中國）
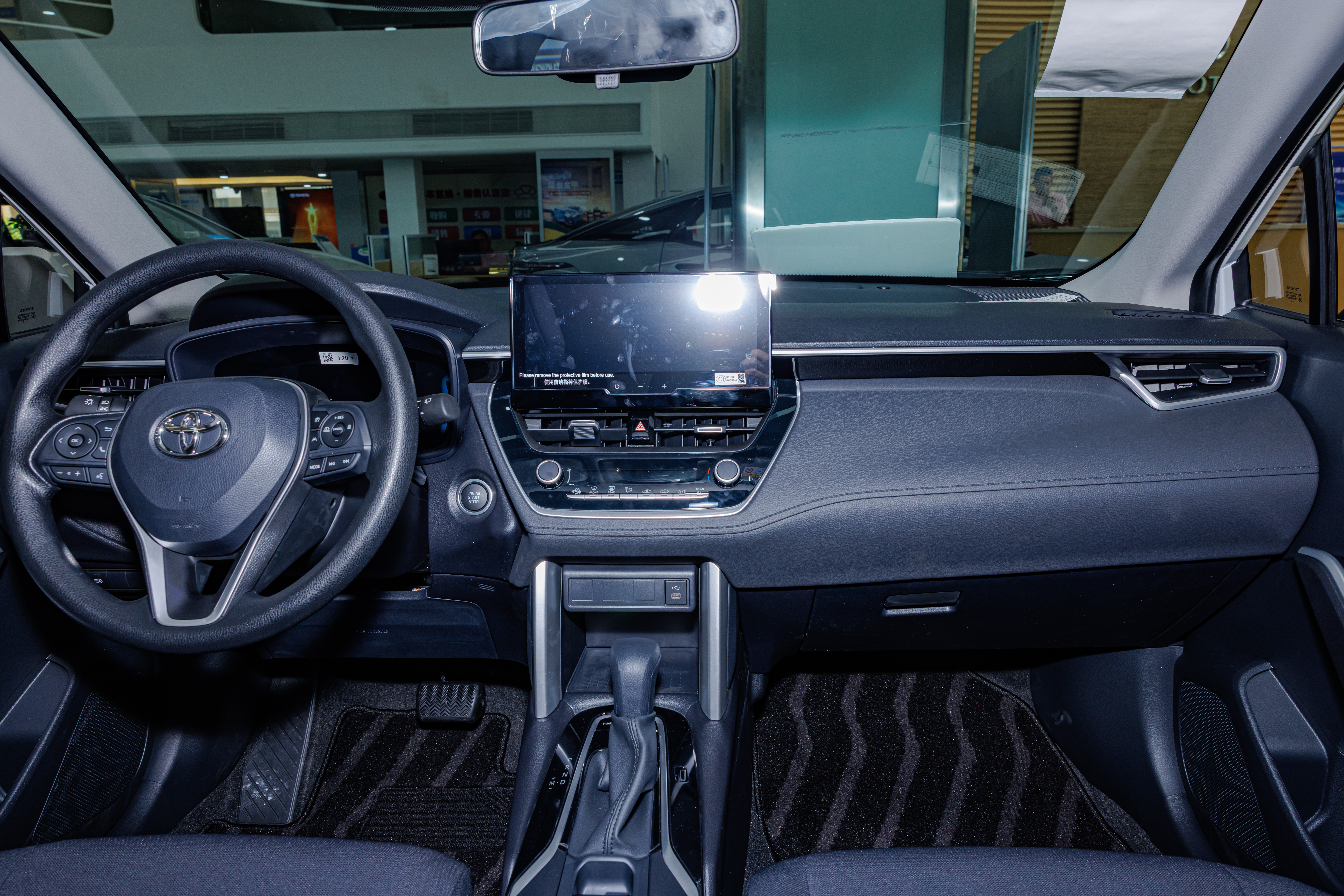
豐田锋兰达內裝（中國）

## 外部連結
- 官方网站（泰國）
- 官方网站（台灣）
- 官方网站（美國）